# .308 Marlin Express
.308 Marlin Express — винтовочный боеприпас, созданный в 2007 году американскими компаниями Marlin Firearms и Hornady для охотничьих ружей рычажного действия Marlin Model 308MX и Marlin Model 308MXLR. Основан на патроне .307 Winchester с целью воспроизвести высокие боевые качества патрона .308 Winchester при стрельбе из винтовок рычажного действия.